# Munduk
Munduk ist ein Dorf im Subdistrikt  Banjar im Verwaltungsbezirk Buleleng im Norden der indonesischen Insel Bali. Das Dorf ist vor allem aufgrund seiner Wander- und Spaziermöglichkeiten bei Touristen beliebt. 2020 lebten hier 7420 Menschen.

## Geographie
Das auf ca. 700 Meter Höhe gelegene Dorf liegt auf einem Gebirgskamm unweit der Zwillingsseen Danau Tamblingan und Danau Buyan. Munduk ist von Dschungel, Reisterrassen sowie Kaffee- und Nelkenplantagen umgeben. Zahlreiche Wasserfälle im Süden des Dorfes prägen die Dschungellandschaft.

## Geschichte
Archäologische Funde legen nahe, dass die Region um Munduk bereits zwischen dem 10. und 14. Jahrhundert besiedelt war. Die holländischen Kolonialherren Balis kamen um die Jahrhundertwende des 19./20. Jahrhunderts dorthin. Alte Kolonialbauten finden sich noch heute in dem kleinen Dorf.

## Galerie

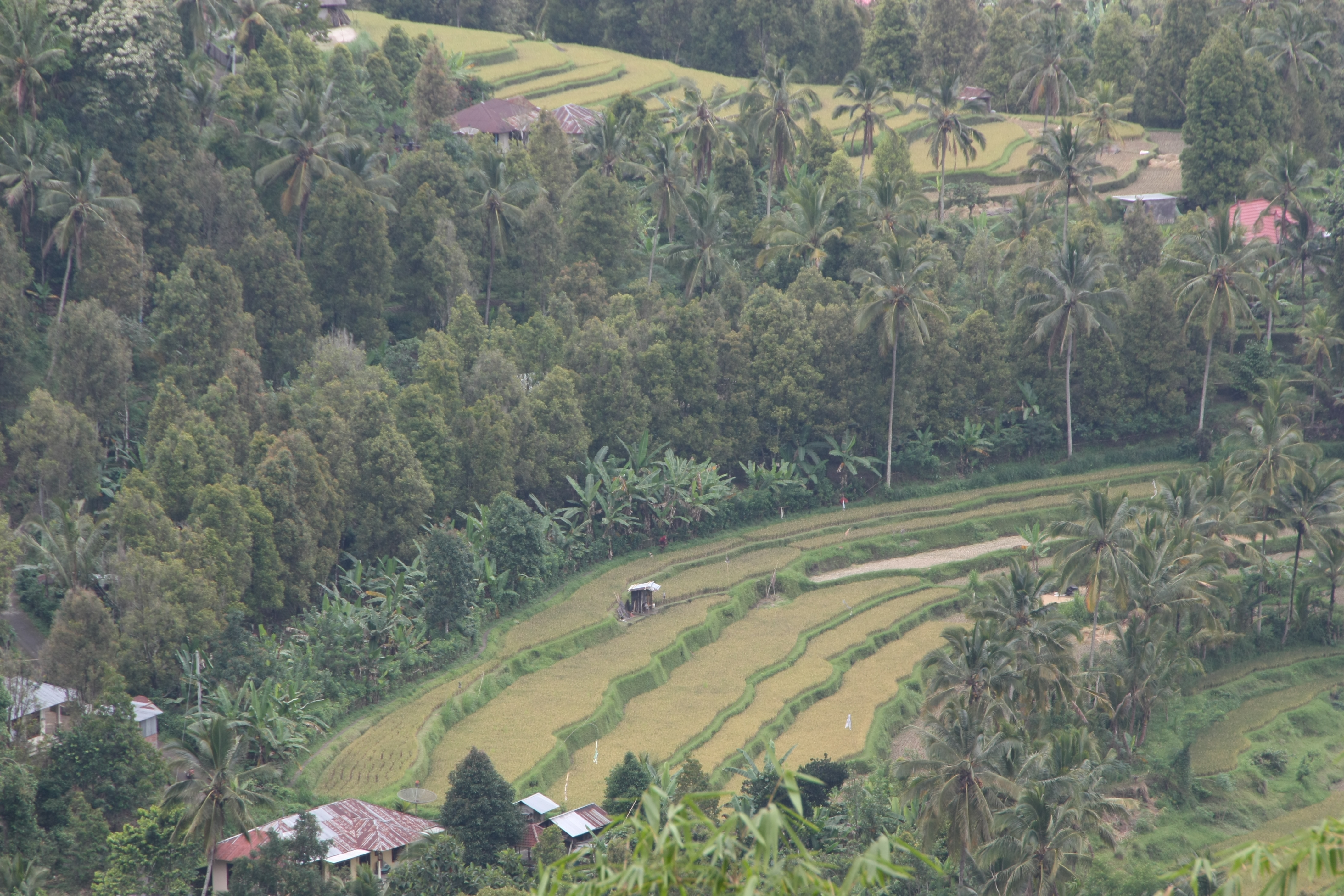
Reisterrassen in Munduk, Bali
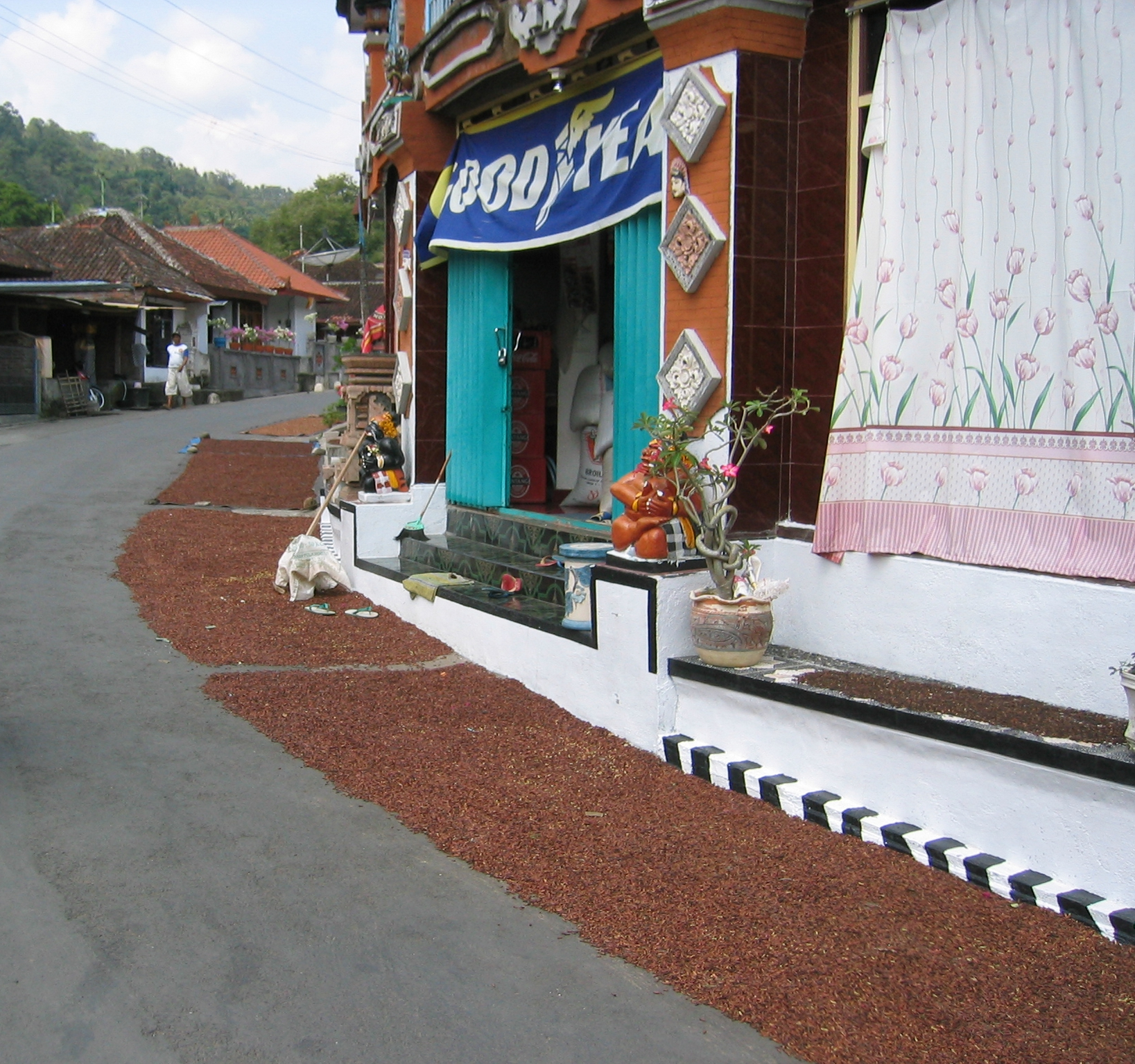
Zum Trocknen ausgelegte Nelken in Munduk, Bali